# Näfels
Näfels és un municipi del cantó de Glarus (Suïssa).

Näfels
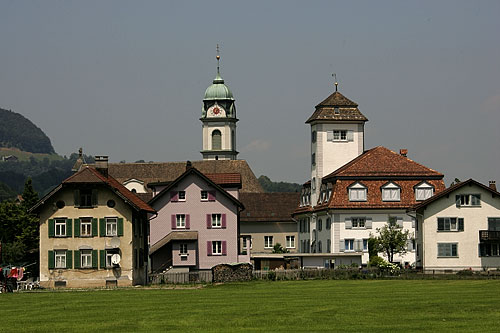
Església
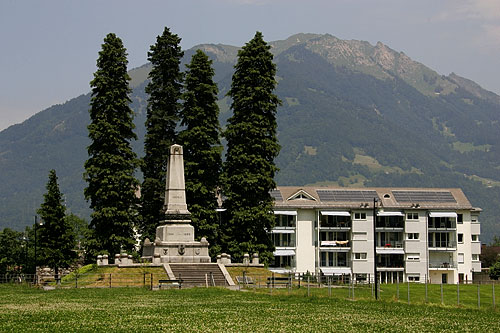
Memorial
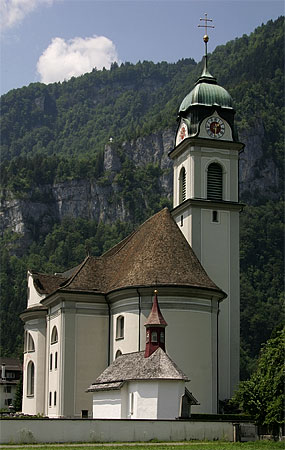
Església
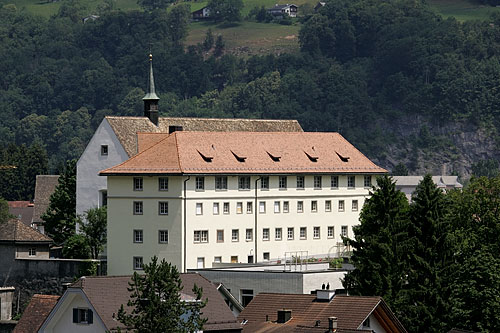
Abadia franciscana